# OK Go
OK Go é uma banda norte-americana de rock alternativo formada em Chicago em 1998. A sua fama internacional é devida principalmente aos vídeos musicais das suas canções, tendo alcançado milhões de visualizações online o vídeo da canção "Here It Goes Again", que mostra os membros da banda cantando enquanto dançam sobre esteiras elétricas; o videoclipe foi muito difundido em meados de 2006 pela Internet. Também é muito conhecida pelos singles "Get Over It" e "A Million Ways", entre outros. Ira Glass, o apresentador do programa de rádio This American Life, no qual o OK Go apresentou-se nas comemorações de quinze anos do programa, definiu o som da banda como uma mistura de "parte indie rock, parte stadium rock, parte pop e ocasionalmente parecido com Weezer, The Cars ou Elliott Smith."
A música "Shooting The Moon" foi escolhida em 2009 para fazer parte da trilha sonora do filme Lua Nova, da Saga Crepúsculo.

## Membros

### Formação atual
- Damian Kulash - guitarra e vocais
- Tim Nordwind - baixo
- Dan Konopka - bateria
- Andy Ross - (2005 - presente) - guitarra

### Anteriores
- Andrew Duncan - (1998 - 2005)
- Burleigh D. - (2002)

## Discografia

### Álbuns
- 2002 - OK Go
- 2005 - Oh No
- 2010 - The Influence of the Blue Ray of the Sunlight and of the Blue Color of the Sky
- 2014 - Hungry Ghosts

### EPs
- 2000 - OK Go (Brown EP)
- 2001 - OK Go (Pink EP)
- 2005 - Do What You Want
- 2007 - Master The Treadmill with OK Go
- 2007 - Live from SoHo
- 2008 - You're Not Alone
- 2009 - Deep Cuts
- 2014 - Upside Out

### Singles
| Ano  | Single                                          | Posições nas tabelas | Posições nas tabelas | Posições nas tabelas | Posições nas tabelas | Posições nas tabelas | Posições nas tabelas | Posições nas tabelas | Álbum |
| Ano  | Single                                          | EUA                  | EUA Mod Rock         | EUA Main             | EUA Pop              | GBR                  | EUA Digital          | NZ                   | Álbum |
| ---- | ----------------------------------------------- | -------------------- | -------------------- | -------------------- | -------------------- | -------------------- | -------------------- | -------------------- | ----- |
| 2002 | "Get Over It"                                   | —                    | 20                   | —                    | —                    | 21                   | —                    | —                    | OK Go |
| 2003 | "Don't Ask Me"                                  | —                    | —                    | —                    | —                    | —                    | —                    | —                    | OK Go |
| 2005 | "A Million Ways"                                | —                    | —                    | —                    | —                    | 43                   | —                    | —                    | Oh No |
| 2006 | "Do What You Want"                              | —                    | —                    | —                    | —                    | —                    | —                    | —                    | Oh No |
| 2006 | "Oh Lately It's So Quiet" (somente promo rádio) | —                    | —                    | —                    | —                    | —                    | —                    | —                    | Oh No |
| 2006 | "Invincible" (somente promo rádio)              | —                    | —                    | —                    | —                    | —                    | —                    | —                    | Oh No |
| 2006 | "Here It Goes Again"                            | 38                   | 17                   | —                    | 34                   | 36                   | 18                   | 28                   | Oh No |